# العلاقات اللاتفية الميانمارية
العلاقات اللاتفية الميانمارية هي العلاقات الثنائية التي تجمع بين لاتفيا وميانمار.

## مقارنة بين البلدين
هذه مقارنة عامة ومرجعية للدولتين:
| وجه المقارنة                                              | لاتفيا                                             | ميانمار          |
| --------------------------------------------------------- | -------------------------------------------------- | ---------------- |
| المساحة (كم2)                                             | 64.59 ألف                                          | 676.58 ألف       |
| عدد السكان (نسمة)                                         | 1.93 مليون                                         | 53.37 مليون      |
| الكثافة السكانية (ن./كم²)                                 | 29.88                                              | 78.88            |
| العاصمة                                                   | ريغا                                               | نايبيداو، يانغون |
| اللغة الرسمية                                             | اللغة اللاتفية                                     | اللغة البورمية   |
| العملة                                                    | يورو، لاتس لاتفي، الروبل اللاتفي ‏، الروبل اللاتفي ‏ | كيات ميانماري    |
| الناتج المحلي الإجمالي (بليون دولار)                      | 30.26 مليار                                        | 69.32 مليار      |
| الناتج المحلي الإجمالي (تعادل القوة الشرائية) بليون دولار | 49.24 مليار                                        | 282.95 مليار     |
| الناتج المحلي الإجمالي الاسمي للفرد دولار أمريكي          | 14.06 ألف                                          | 1.16 ألف         |
| الناتج المحلي الإجمالي للفرد دولار أمريكي                 | 23.55 ألف                                          |                  |
| مؤشر التنمية البشرية                                      | 0.819                                              | 0.536            |
| رمز المكالمات الدولي                                      | +371                                               | +95              |
| رمز الإنترنت                                              | .lv                                                | .mm              |
| المنطقة الزمنية                                           | ت ع م+02:00، ت ع م+03:00، أوروبا/ريغا ‏             | ت ع م+06:30      |

## منظمات دولية مشتركة
يشترك البلدان في عضوية مجموعة من المنظمات الدولية، منها:
| علم المنظمة | اسم المنظمة                        | تاريخ انضمام لاتفيا | تاريخ انضمام ميانمار |
| ----------- | ---------------------------------- | ------------------- | -------------------- |
|             | مؤسسة التنمية الدولية              | 11 أغسطس 1992       | 5 نوفمبر 1962        |
|             | المنظمة الهيدروغرافية الدولية      | ?                   | ?                    |
|             | مؤسسة التمويل الدولية              | 29 سبتمبر 1993      | 3 ديسمبر 1956        |
|             | منظمة حظر الأسلحة الكيميائية       | ?                   | ?                    |
|             | يونسكو                             | 9 يوليو 1951        | 27 يونيو 1949        |
|             | الأمم المتحدة                      | 17 سبتمبر 1991      | 19 أبريل 1948        |
|             | الاتحاد الدولي للاتصالات           | 11 ديسمبر 1921      | 15 سبتمبر 1937       |
|             | منظمة الشرطة الجنائية الدولية      | ?                   | ?                    |
|             | البنك الدولي للإنشاء والتعمير      | 11 أغسطس 1992       | 3 يناير 1952         |
|             | الاتحاد البريدي العالمي            | ?                   | ?                    |
|             | وكالة ضمان الاستثمار متعدد الأطراف | 21 أغسطس 1998       | 16 ديسمبر 2013       |
|             | منظمة التجارة العالمية             | 1999                | ?                    |

## وصلات خارجية
- موقع وزارة الخارجية اللاتفية
- موقع وزارة الخارجية الميانمارية